# Nicolas Guibert

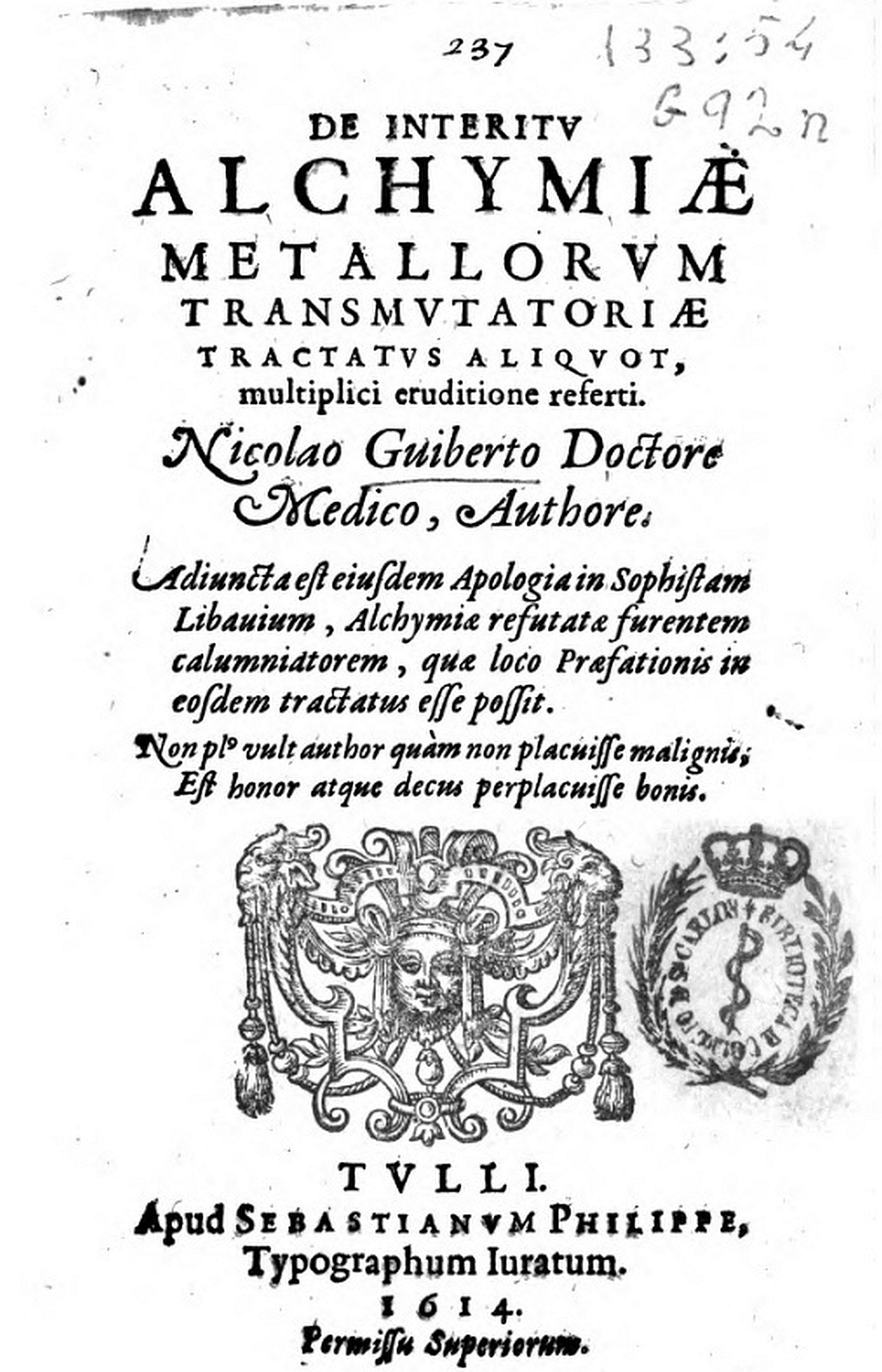
Titelseite „De interitu alchymiae metallorum transmutatoriae tractatus aliquot …“

Nicolas Guibert (* 1547 in Saint-Nicolas-de-Port; † 1620 in Vaucouleurs) war ein Arzt und Naturforscher.

## Leben
Nicolas Guibert hatte in Perugia Medizin studiert und war in Italien, Spanien und Deutschland nicht nur als Arzt, sondern auch in verschiedenen alchemistischen Laboratorien tätig. 1578 und 1579 hatte er die Oberaufsicht über die Apotheken des Apostolischen Stuhls und kehrte danach wieder nach Frankreich zurück.

## Wissenschaftliches Wirken
1603 erschien sein zweiteiliges Werk Alchymia – Ratione et Experientia, in dem er sich sehr kritisch mit der Alchemie auseinandersetzte. Für ihn gab es eine enge Beziehung zwischen dem Experiment (Erfahrung) und der Theorie (Vernunft). Eine Theorie kann nicht stimmen, wenn sie nicht durch ein Experiment bestätigt wird. Da er keine Beweise für die Transmutation von Metallen finden konnte, war für ihn damit ein zentraler Punkt der Alchemie hinfällig. Hierzu führte er Versuche zur Zementation von Kupfer und Silber durch und zeigte, dass nach Auflösen von Kupfer und Silber  in Salpetersäure sich das gelöste Kupfer  wieder mit Eisen und das gelöste Silber wieder mit Kupfer ausfällen ließ und damit eine Transmutation von Eisen in Kupfer oder von Kupfer in Silber, wie man zur damaligen Zeit annahm,  ausgeschlossen war. Als weitere Bestätigung fällte er nach Auflösen einer Kupfer-Silber-Legierung in Salpetersäure zunächst das gelöste Silber mit Kupfer und dann das gelöste Kupfer mit Eisen aus.
In seinem wissenschaftlichen Denken war er der damaligen Zeit weit voraus. Seine Schrift von 1603 stieß demnach auf  breite Ablehnung und wurde selbst von Andreas Libavius, dessen Werk Alchemia sechs Jahre vorher erschienen war,  verrissen. Guibert war ein Außenseiter, dessen Ausführungen nicht zur damaligen Schulmeinung passten.